# Buddleja mendocensis
Buddleja mendocensis es una especie de fanerógama en la familia Scrophulariaceae.

## Descripción
Es endémica de la vegetación de bolsones y huayquerías; junto  con Larrea cuneifolia y Aloysia lycioides, en las estribaciones orientales y occidentales de la Cordillera de los Andes en el norte y centro de Argentina, fundamentalmente en las provincias de Mendoza y de San Juan, y compartida con Chile.

## Usos en medicina popular
Medicinales, antiparalítico, tónico muscular en parto.

## Taxonomía
Buddleja mendocensis fue descrita por Gillies ex Benth. y publicado en  Prodromus Systematis Naturalis Regni Vegetabilis 10: 443. 1846.
Etimología
Buddleja: nombre genérico otorgado en honor de Adam Buddle, botánico y rector en Essex, Inglaterra.
mendocensis: epíteto geográfico que indica su localización en Mendoza.
Sinonimia
- Buddleja mendozensis var. tenuifolia (Griseb.) Hieron., 1882
- Buddleja kurtzii
- Buddleja lucae
- Buddleja mendozensis
- Buddleja tenuifolia (enlace roto disponible en Internet Archive; véase el historial, la primera versión y la última).[2]

## Nombres comunes
- «Salvialora», «salvilora», «salvia de la hora», «salvia blanca»